# Higher (album Michael Bublé)
| Recensione | Giudizio |
| ---------- | -------- |
| Rockol     | 7/10     |

Higher è l'undicesimo album in studio del cantante canadese Michael Bublé, pubblicato il 25 marzo 2022 dalla Reprise Records.

## Tracce
1. I'll Never Not Love You – 3:38
2. My Valentine – 3:28
3. A Nightingale Sang in Berkeley Square – 3:05
4. Make You Feel My Love – 3:17
5. Baby I’ll Wait – 2:23
6. Higher – 3:05
7. Crazy (con Willie Nelson) – 4:54
8. Bring It On Home to Me – 4:35
9. Don't Get Around Much Anymore – 3:23
10. Mother – 3:57
11. Don’t Take Your Love from Me – 3:56
12. You’re My First, My Last, My Everything – 3:45
13. Smile – 3:47